# Scheuerstraße (Wismar)

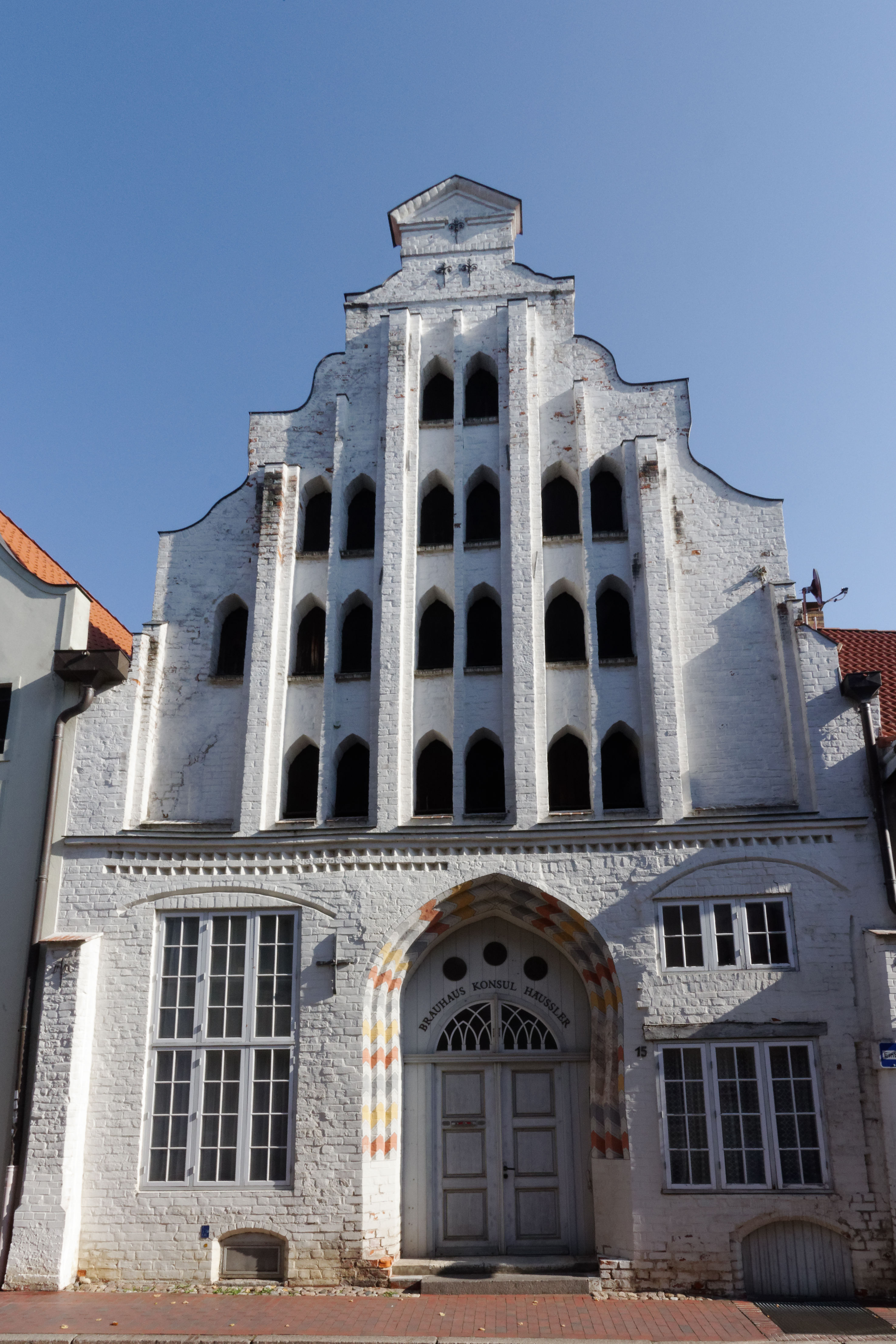
Nr. 15

Die historische Scheuerstraße in Wismar liegt im Zentrum der Altstadt, die wie der Alte Hafen unter dem besonderen Schutz der UNESCO steht, nachdem Wismar 2002 in die Welterbeliste aufgenommen wurde.
Sie führt in Süd-Nord-Richtung von der Bohrstraße zur Straße Spiegelberg und weiter in Richtung Alter Hafen.

## Nebenstraßen

Wismar zur Zeit der Hanse

Die Nebenstraße und Anschlussstraßen wurden benannt als Bohrstraße nach den Familiennamen Boz bzw. später Bote, Frische Grube nach der kanalisierten Grube, Kleine Hohe Straße als Unterscheidung zur Großen Hohen Straße und Spiegelberg, früher spegelberch oder mons speculi, seit 1250/1275 nach dem Spiegel und dem Berg, aber mit unklarer Bedeutung.

## Geschichte

### Name
Die Straße wurde evtl. benannt nach dem Familiennamen Schur bzw. Schuer, woraus 1410 schurstrate und 1424 schuerstrate sowie ab dem 19. Jahrhundert Scheuerstraße wurde.

### Entwicklung

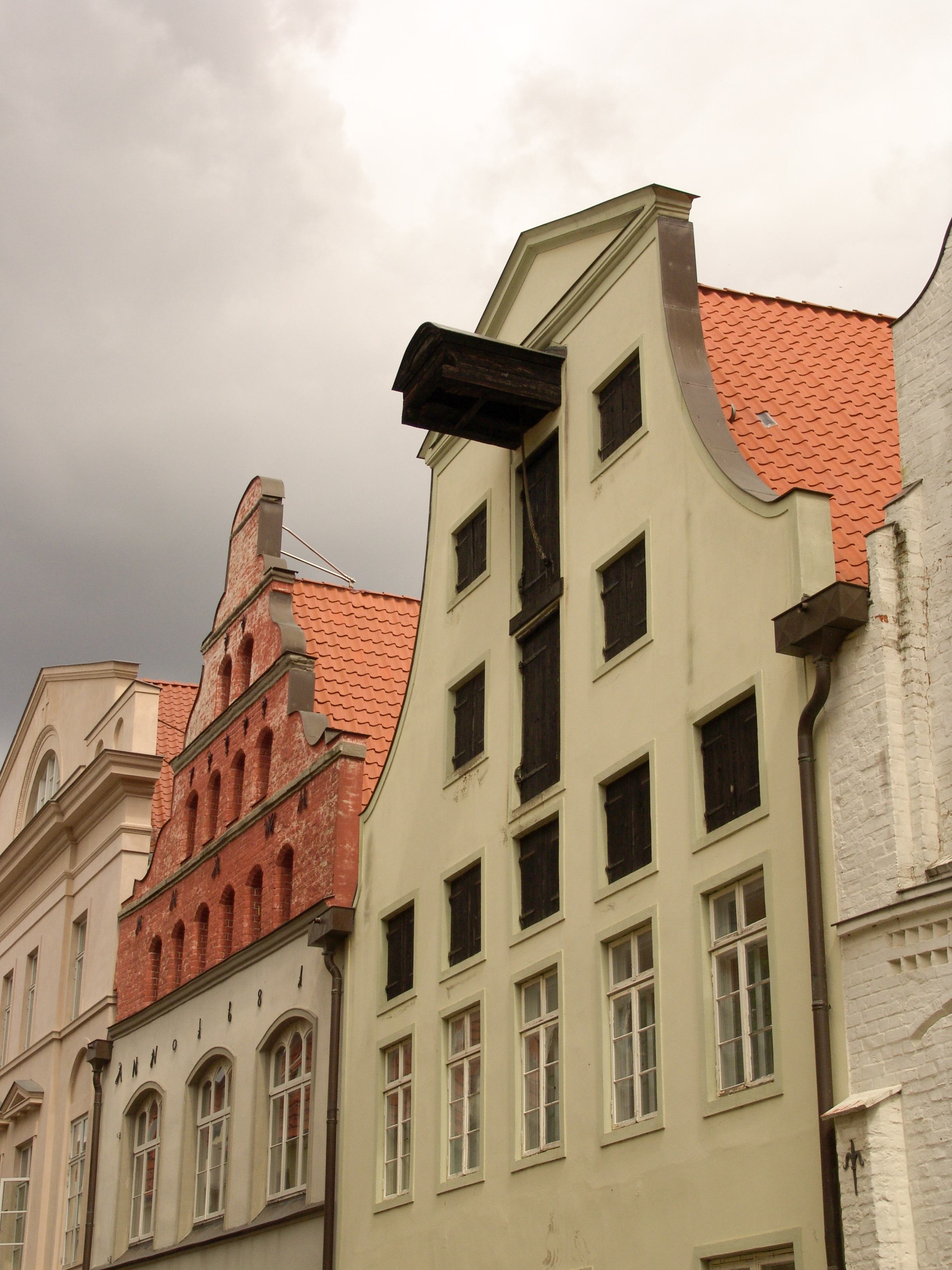
Nr. 15a–19

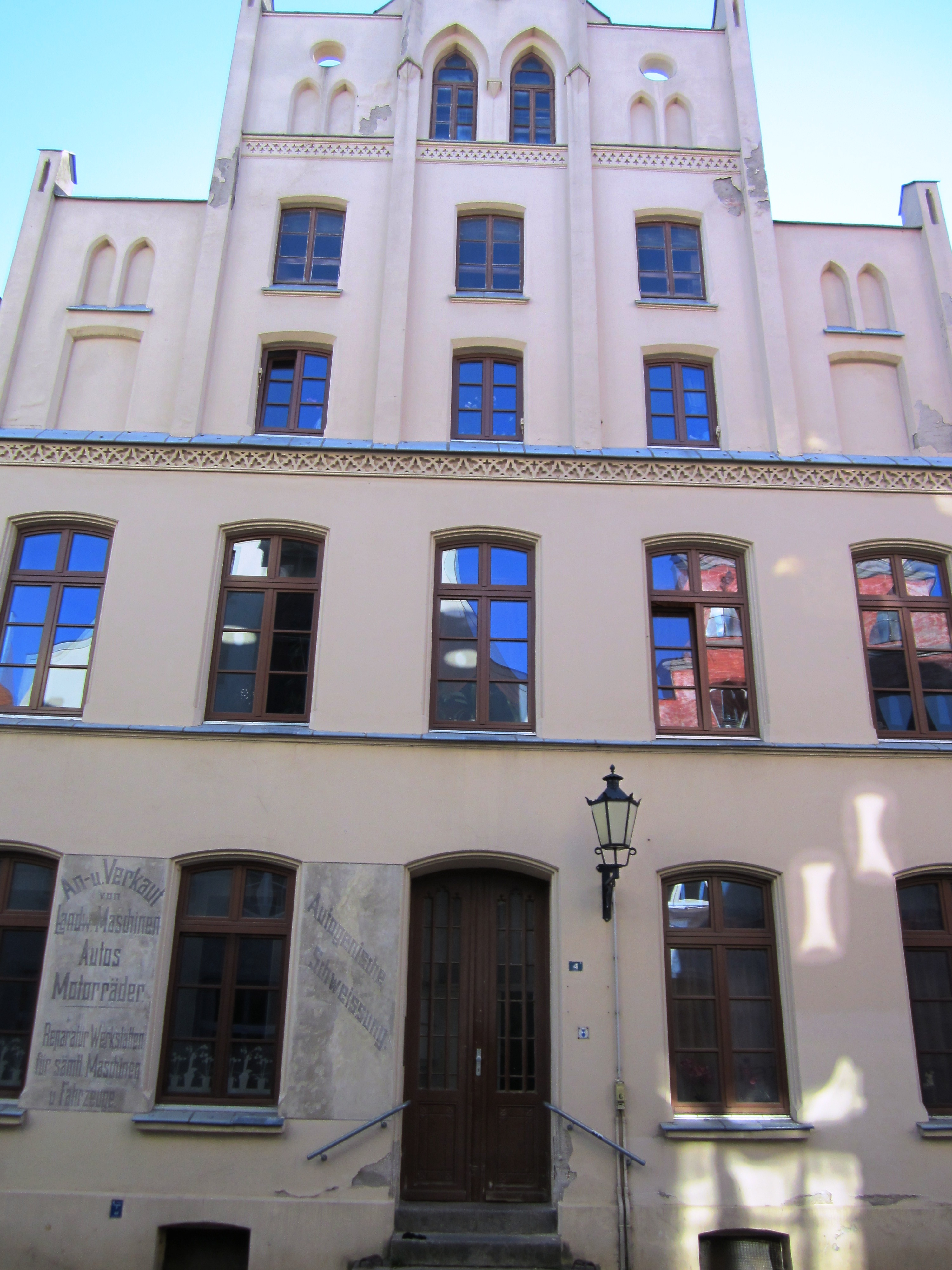
Nr. 4

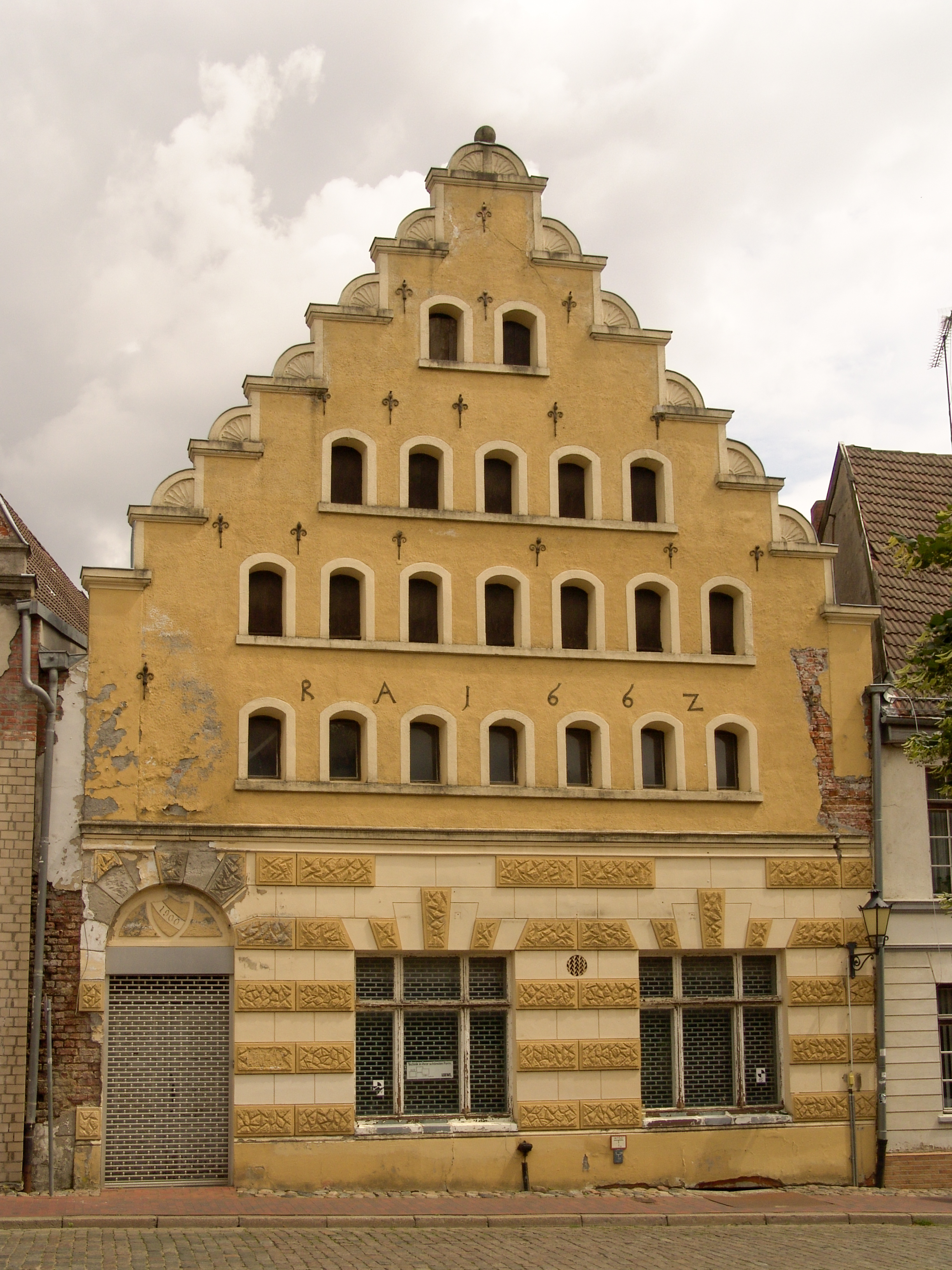
Nr. 11

Wismar wurde im Mittelalter ein bedeutendes Mitglied der Hanse. Der Markt und seine Zufahrtsstraßen bildeten den Kern des mittelalterlichen Ortes, der als Stadt 1229 erstmals erwähnt wurde. Markant sind die alten ehemaligen Speicher Nr. 11 und Nr. 11a wie auch Frische Grube 31, Kleine Hohe Straße 11, Kleine Hohe Straße 15, Kurze Baustraße 9 sowie der Speicher Spiegelberg 48a.
Sie liegt seit 1991 im Sanierungsgebiet Altstadt. Die Straße wurde 1997 saniert.

## Gebäude, Anlagen (Auswahl)
An der Straße stehen zumeist dreigeschossige Wohn- und auch Geschäftshäuser. Die mit (D) gekennzeichneten Häuser stehen unter Denkmalschutz.
- Gemauerte Bogenbrücke von 1875 über die Frische Grube als regulierter Bach; amtlich Mühlenbach
- Nr. 1: 3-gesch. Wohn- und Geschäftshaus mit Bausubstanzen aus dem 16./17, Jh. als Eckhaus mit Restaurant und Café Frische Grube, saniert 1995/96[4]
- Nr. 2: 3-gesch. ehem. Quartierhaus II und Kaserne des Großherzoglich Mecklenburgischen Füsilier-Regiments Nr. 90 der Garnison Wismar (D) mit breitem Vorplatz, 1882 Umbau vom Provianthaus zum Quartierhaus; heute Verwaltungsgebäude u. a. mit Ordnungsamt Hansestadt Wismar
- Nr. 3+5: 3-gesch. Giebelwohnhäuser
- Nr. 4: 3-gesch. breites barockes Wohnhaus (D) als Giebelhaus; heute mit Praxis
- Nr. 6: 3-gesch. Wohnhaus (D)
- Nr. 9: 3-gesch. Wohn- und Geschäftshaus
- Nr. 11: 3-gesch. ehem. barocker Speicher von um 1662 (D) als Giebelhaus mit Voluten und Hausaufzug, Kemlade von 1837; heute mit Restaurant[5]; siehe Scheuerstraße 11 (Wismar)
- Nr. 11a: 3-gesch. ehem. barocker Speicher (D) als Giebelhaus mit horizontaler Betonung, G.-W.-Löwe-Speicher; heute saniertes Wohnhaus; siehe Scheuerstraße 11a
- Nr. 13: 2-gesch. schlichtes Wohnhaus (D) mit Durchfahrt
- Nr. 15: 4-gesch. gotischer ehem. Speicher und Wohnhaus (D) mit starker senkrechter Gestaltung, barockisierendem Giebel mit hohem Portal zur zweigeschossigen Diele, ehem. Brauhaus von Konsul Häussler
- Nr. 15a: 2-gesch. barockes Wohnhaus (D), Giebel mit Voluten und einem weit auskragenden Hausaufzug
- Nr. 17: 3-gesch. barockes Wohnhaus von 1681 (D) als Giebelhaus mit 2-gesch. verputztem sanierten Sockelgeschoss; heute mit Architekten- und Ingenieurbüro
- Nr. 19: 3-gesch. klassizistisches Wohnhaus (D) mit Staffelgeschoss und Kemladen, zuvor Giebelhaus mit mittelalterlichem Kern, Umbau im 19. Jh., saniert 2003/04, heute mit Kindergarten und fünf Wohnungen[6]

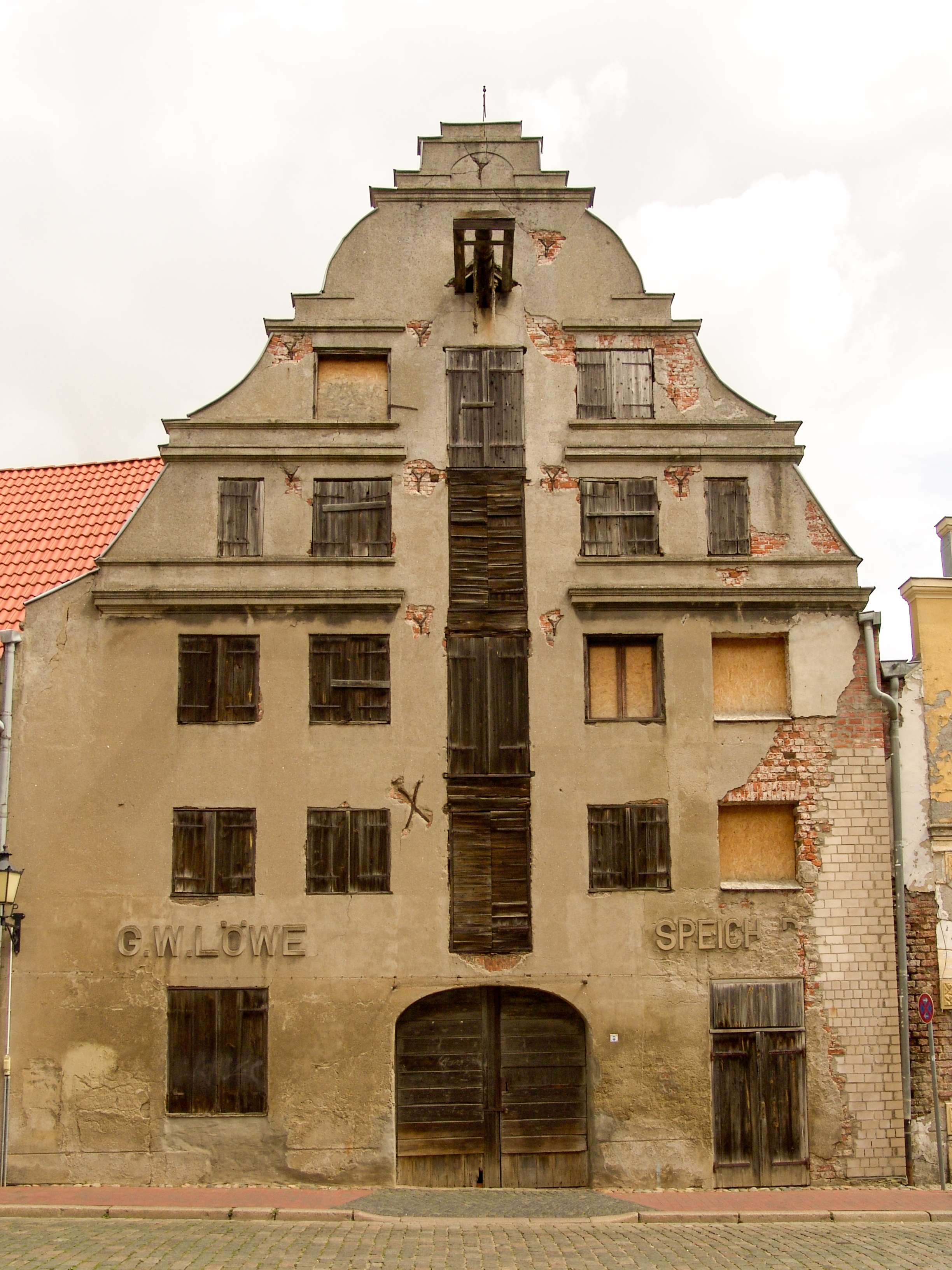
Nr. 11a
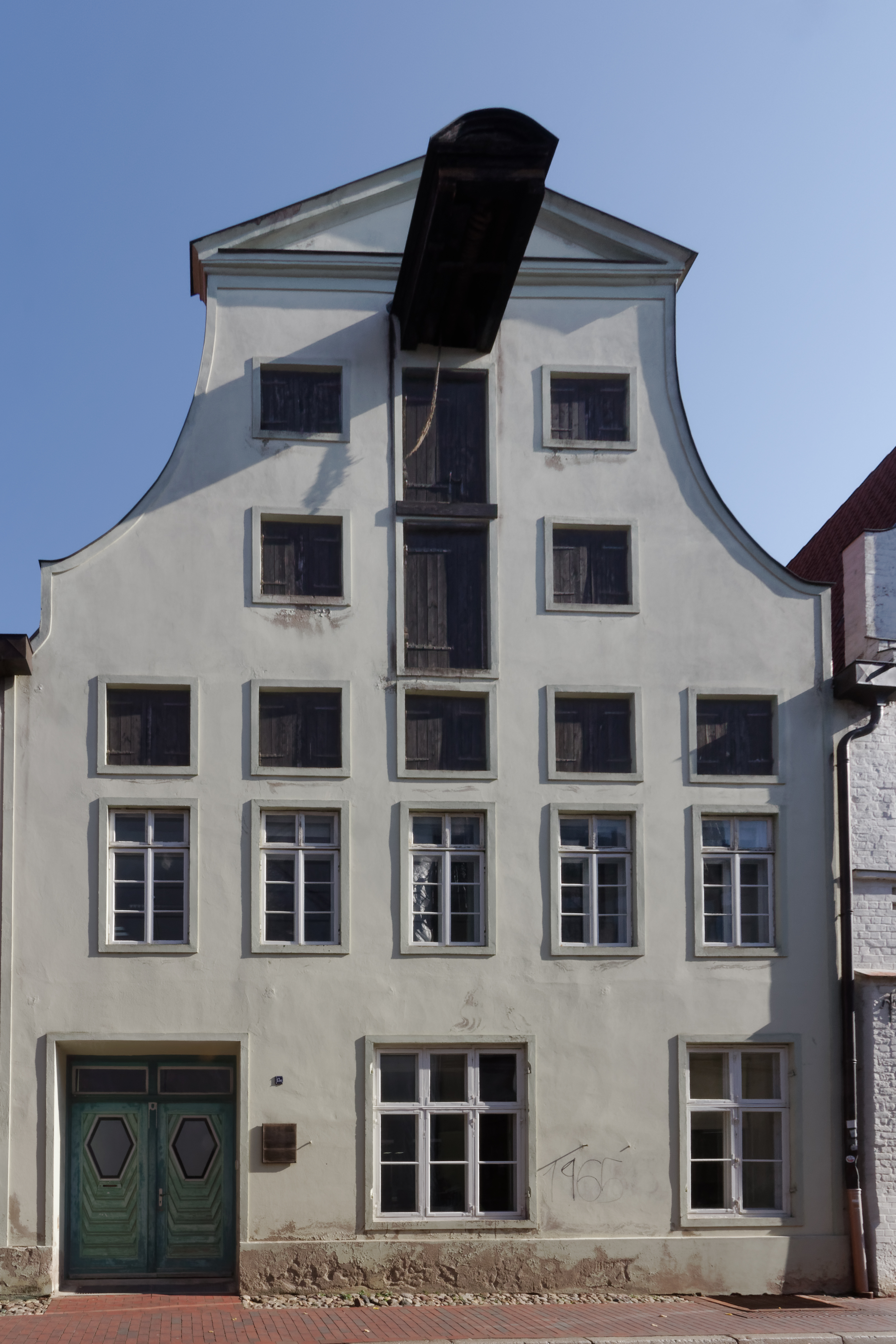
Nr. 15a
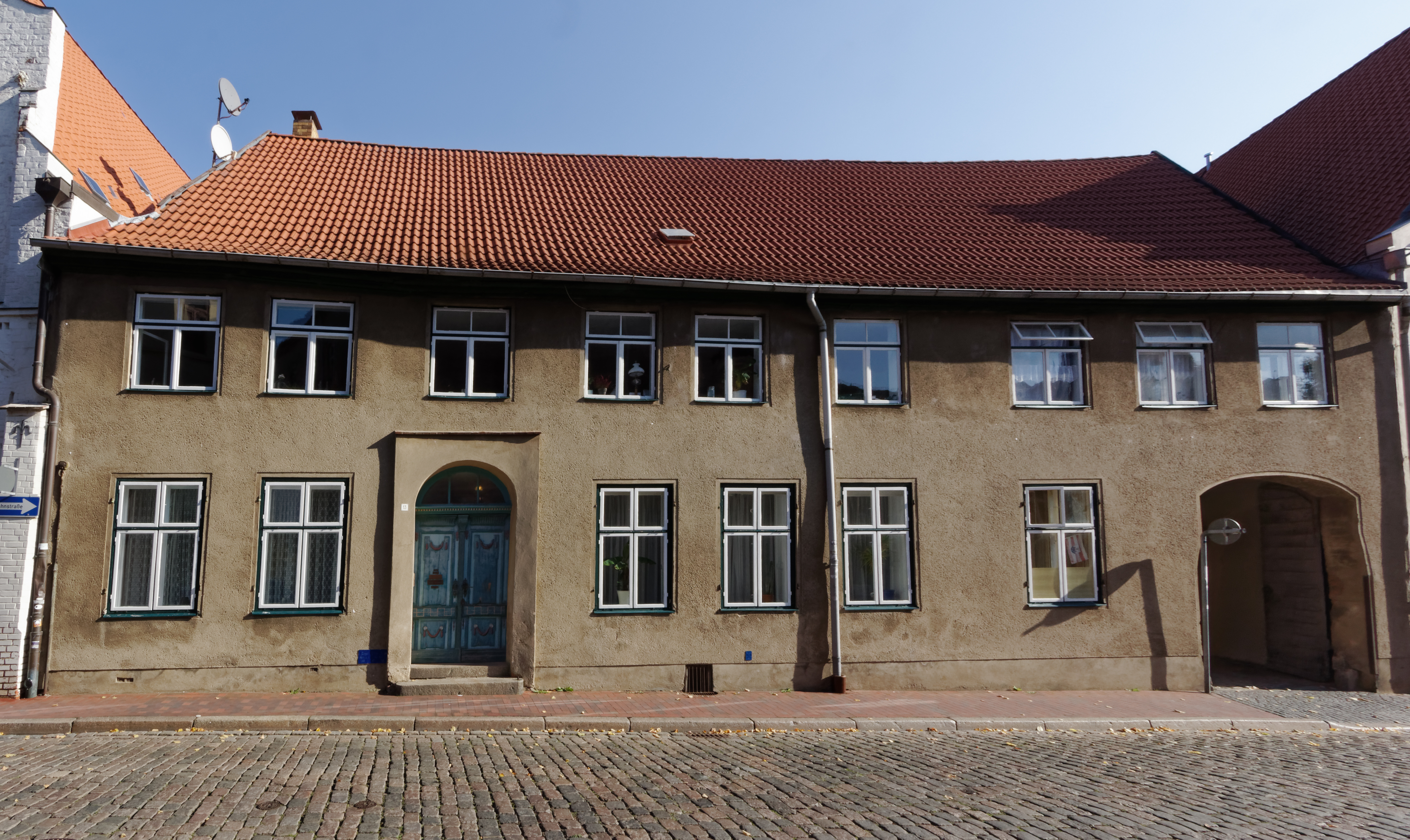
Nr. 13
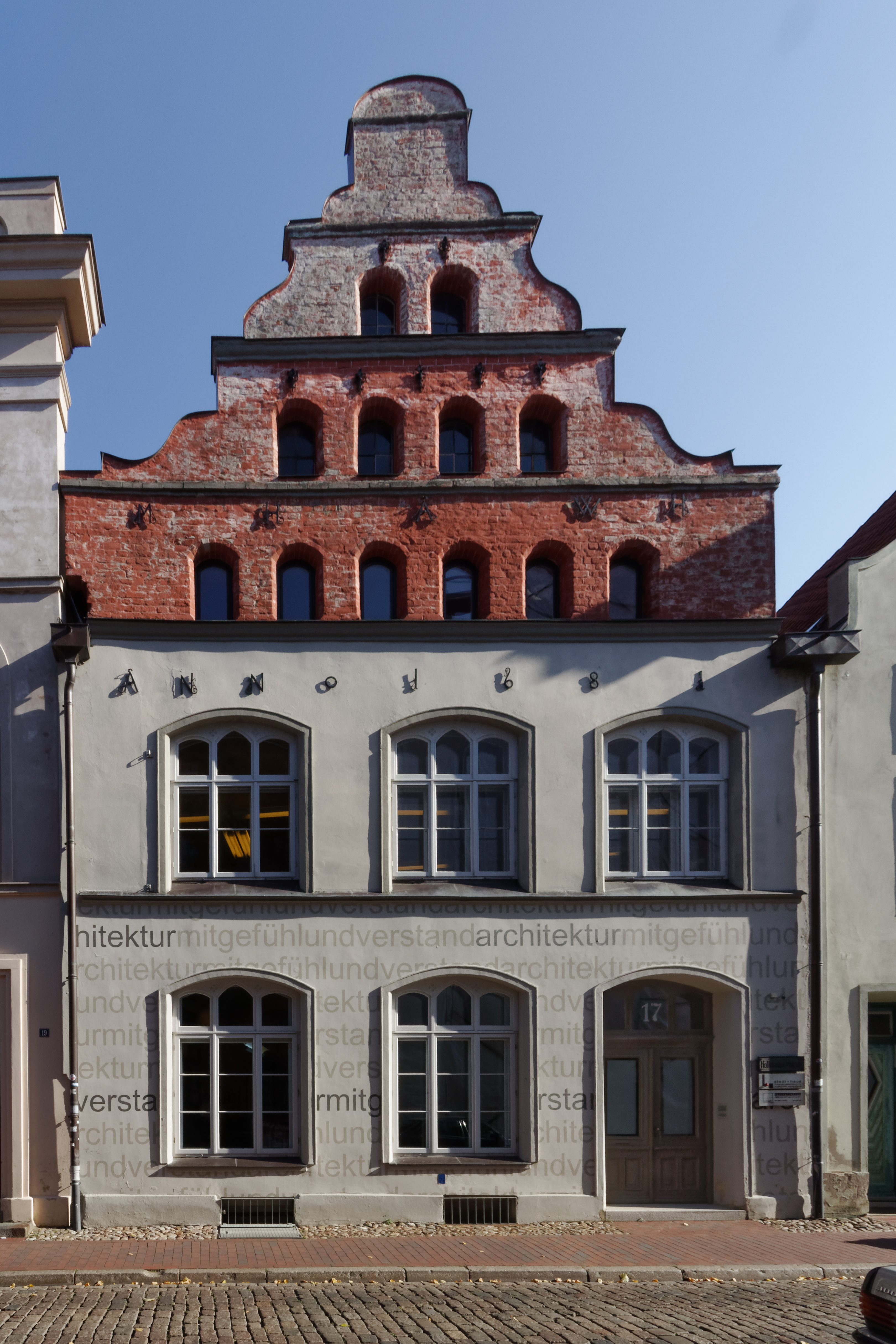
Nr. 17
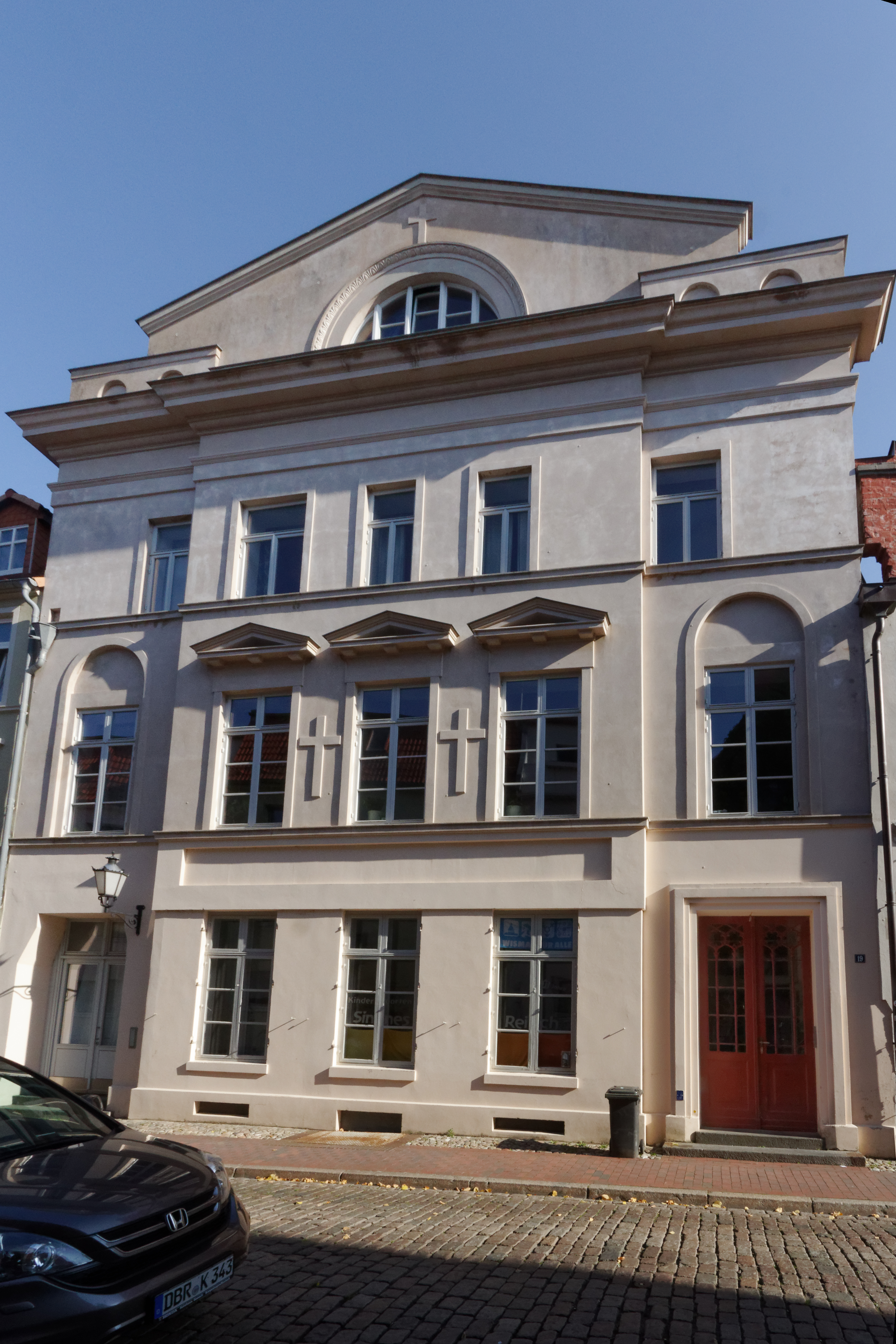
Nr. 19
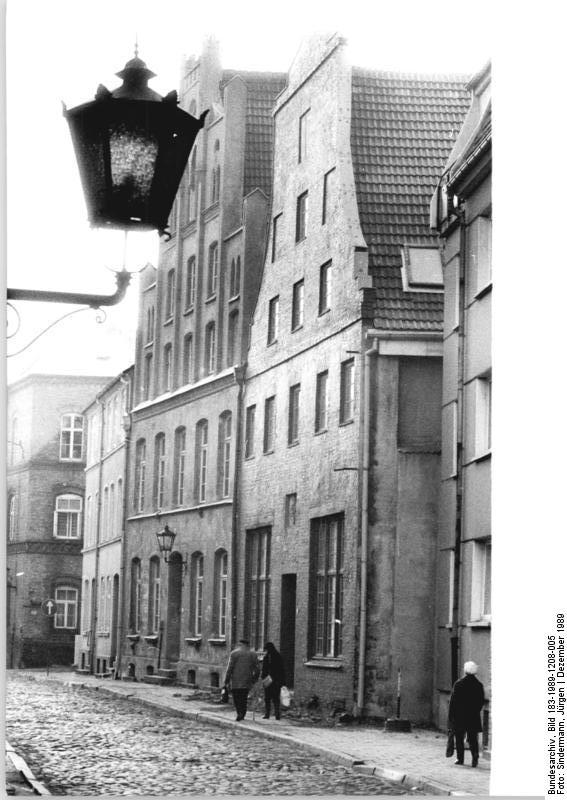
Straße vor 1989